# Filip Uremović
Filip Uremović (ur. 11 lutego 1997 w Požedze) – chorwacki piłkarz grający na pozycji obrońcy.

## Życiorys
Jest wychowankiem Cibalii Vinkovci. W 2016 roku dołączył do jej pierwszego zespołu. 7 lipca 2016 został piłkarzem Dinama Zagrzeb, po czym od razu udał się na wypożyczenie do macierzystego klubu. W rozgrywkach Prvej hrvatskiej nogometnej ligi zadebiutował 17 lipca 2016 w przegranym 0:2 meczu z Hajdukiem Split. Po powrocie do Dinama występował w jego drugoligowych rezerwach. 10 stycznia 2018 odszedł do słoweńskiej Olimpii Lublana. W sezonie 2017/2018 wraz z tym klubem zdobył mistrzostwo i puchar kraju. 1 lipca 2018 został piłkarzem rosyjskiego Rubinu Kazań. Kwota transferu wyniosła milion euro. W Priemjer-Lidze zagrał po raz pierwszy 29 lipca 2018 – miało to miejsce w wygranym 2:1 spotkaniu z FK Krasnodar.
W reprezentacji Chorwacji zadebiutował 8 września 2020 w przegranym 2:4 meczu z Francją. Grał w nim do 57. minucie, kiedy to kontuzjowany został zastąpiony przez Domagoja Vidę.